# 강동성심병원
강동성심병원(江東聖心病院)은 서울특별시 강동구 성안로 150에 위치한 한림대학교 협력병원이자 한림대 재단 계통인 성심의료재단 소속 병원이다. 1986년 10월 22일에 개원하였다.

## 연혁
- 1984년 12월 19일 병원 개설 허가 (의료법인 성심의료재단)
- 1986년 10월 22일 강동성심병원 개원
- 2001년 11월 7일 별관 신축

## 교통편
- ● 수도권 전철 5호선 강동역